# عملية الكسوف
بدأت عملية الكسوف في 2 يناير إلى 20 يناير 2021 أثناء الصراع في شمال مالي. وبحسب تحقيق أجرته الأمم المتحدة شكك فيه الجيش الفرنسي، أن تلك العملية كانت قد تسببت ذلك في مقتل تسعة عشر مدنياً في قرية بونتي في 3 يناير 2021.

## القوات
بدأت العملية في مالي شرق منطقة موبتي قرب الحدود مع بوركينا فاسو. بدأت في قطاع مدينتي بوليكيسي وبوني، وكذلك في غابات فولسار وسيرما. الجماعة الجهادية الرئيسية الموجودة في المنطقة هي جماعة نصرة الإسلام والمسلمين.
من أجل هذه العملية، حشدت فرنسا 1500 جندي، وبوركينا فاسو 900 جندي، ومالي 850 جندي، والنيجر 150 جندي. التزم الجيش الفرنسي بشكل خاص بمجموعة تكتيكات الصحراء (سرية) والجيش المالي ثلاث سرايات من فوج الكوماندوز المظلي 33 وفوج المشاة 62.

## العملية
في 2 يناير، قُتل عدد من الجهاديين في غارة جوية بين مدينتي هومبوري وبوليكيسي.
في 3 يناير، قصف السلاح الجوي الفرنسي تجمعًا بالقرب من قرية بونتي، بين قرية دوينتزا وقرية بوني. وبحسب الجيش الفرنسي، فقد تم استهداف حوالي أربعين جهاديًا وتم «تحييد» حوالي ثلاثين منهم بثلاث قنابل أسقطتها طائرتان مقاتلتان من طراز Mirage 2000 مصحوبة بطائرة مسيرة من طراز MQ-9 Reaper. ومع ذلك، فإن شعب الفولاني وشعب تابتال بولاكو تقدم رواية أخرى: فوفقًا لها، خلفت الغارات 19 قتيلاً وجميع الضحايا من الرجال والمدنيين، ومعظمهم من كبار السن، جاءوا لحضور حفل زفاف. وتقدم منظمة أطباء بلا حدود الرعاية للجرحى. يحافظ الجيش الفرنسي على شكه التي أكدتها وزارة الدفاع المالية.
بعد التحقيق، لخصت بعثة الأمم المتحدة المتكاملة المتعددة الأبعاد لتحقيق الاستقرار في مالي (مينوسما) في تقرير نُشر في 30 مارس إلى مقتل 22 شخصًا بسبب الغارة الجوية الفرنسية (جميعهم تتراوح أعمارهم بين 23 و 71 عامًا) ، بما في ذلك 19 مدنياً و 3 من جهاديين جماعة نصرة الإسلام والمسلمين. كما تدعي البعثة أنها تمكنت من «تأكيد إقامة حفل زفاف اجتمع بالقرب من مكان القصف به قرابة مائة مدني، من بينهم خمسة مسلحين يُفترض أنهم أعضاء في كتيبة سيرما». وتؤكد وزارة القوات المسلحة الفرنسية أنها استهدفت تجمعاً لجهاديين تم التعرف عليهم بوضوح، وتنتقد شروط جمع الشهادات ويسرها وإن التقرير يؤكد عدم وجود نساء أو أطفال بين الضحايا.
في 4 يناير، اكتشفت القوات الفرنسية والقوات المالية عدة معسكرات واستولت على أسلحة وذخائر وصواريخ ودمرت سبع دراجات نارية واستولت علي وسائل اتصال وسبعة عبوات ناسفة والعديد من المكونات المستخدمة في صنعها.
في صباح يوم 8 يناير، بالقرب من قرية إيسي، على بعد حوالي خمسين كيلومترًا جنوب غرب مدينة هومبوري، تعرضت قافلة فرنسية - مالية لهجوم بدراجة نارية ذات ثلاث عجلات محملة بالمتفجرات. تدخلت مدرعة فرنسية من طراز VBCI لحماية القافة من الهجوم في حين فجر أحد الجهادين نفسه بعبوة انتحارية. أصيب ستة جنود فرنسيين. وتم نقلهم بطائرة هليكوبتر إلى مستشفى جاو العسكرية وأعيد ثلاثة منهم إلى فرنسا في اليوم التالي. وأعلنت جماعة نصرة الإسلام والمسلمين مسؤوليتها عن الهجوم في 14 يناير.
في 9 يناير، تم تنفيذ غارة على تجمع للجهاديين على دراجات نارية. في اليوم التالي، اشتبك بعض جنود الكوماندوز بدعم من طائرات الهليكوبتر في قتال بري في نفس المنطقة. قُتل خمسة عشر جهاديًا وأُسر أربعة.
في منتصف يناير، فتشت القوات الفرنسية والقوات المالية منطقة إيسي وغابة فولسار. تم اكتشاف مؤامرة لوجستية مهمة في 13 يناير في قرية كوبو، 25 كيلومترًا جنوب شرق بوليكيسي. اعتقل الجيش المالي أربعة جهاديين، لكن ثلاثة منهم ماتوا في ظروف غامضة أثناء نقلهم.
في 16 يناير، عثرت مجموعة من المروحيات الفرنسية من طراز Tigre على ثلاثين دراجة نارية في جنوب بولاكيسي: قُتل عشرات الجهاديين وتم تدمير عشرين دراجة نارية. في نفس اليوم، دمرت غارة بطائرة بدون طيار سيارة نصف نقل صغيرة بالقرب من نداكي. في 17 يناير، هاجمت مروحات Tigre الفرنسية تجمعًا آخر لأكثر من أربعين دراجة نارية، هذه المرة في بوركينا فاسو، وقتلوا عشرات المتمردين.
في 19 يناير، توجهت سيارة GTD Lamy نحو هومبوري وفتشت منطقة دارا والكهوف.

## خسائر
في 26 يناير، أعلن الجيش المالي مقتل مائة جهادي وأن حوالي عشرين آخرين قد تم أسرهم خلال العملية. كما تم تدمير سبع شاحنات نصف نقل وحوالي 200 دراجة نارية.